# Потъване на „Титаник“
Презокеанският лайнер „Титаник“ потъва по време на първия си трансатлантически рейс в нощта на 14 април срещу 15 април 1912 г. в северната част на Атлантическия океан в резултат от сблъсък с айсберг.
Корабът потъва за 2 часа и 40 минути. При катастрофата на борда му се намират 1316 пасажери (пътници) и 891-членен екипаж или общо 2207 души. От тях се спасяват 705, а 1502 загиват. Корабокрушението на „Титаник“ предизвиква неимоверен за времето си обществен резонанс в целия свят, ставайки същевременно най-голямата по численост на жертвите морска и транспортна катастрофа в историята на корабоплаването. Един век след катастрофата, потъването на „Титаник“ по брой на жертвите е петата в историята по трагизъм морска катастрофа.

## Предистория
„Титаник“ е вторият кораб от проект за построяването на три, най-големи за времето си кораби – всеки с водоизместимост 66 хил. тона. Титаник има 11 палуби и е суперлуксозен – ресторанти, барове, зимни градини, салони за танци, гимнастически зали, алеи за разходки, включително площадки за ролкови кънки и турска баня. За забавление на пътниците му се грижат и 25 професионални музиканти. Разстоянието между двата бряга на Атлантика е трябвало да бъде преминавано за 5 денонощия.
Титаник се отправя на първия си трансокеански рейс на 10 април 1912 г. от пристанището на Саутхямптън. Капитан на кораба е опитният Едуард Джон Смит – с 38-годишен стаж. Плаването му с „Титаник“ трябвало да бъде неговата „лебедова песен“ и награда от страна на компанията Уайт Стар преди планираното му пенсиониране.

## Хронология на катастрофата

### 14 април 1912 година
23:00
„Титаник“ се намира плавайки в близост до бреговете на Нюфаундленд. От кораба „Калифорния“ предупреждават „Титаник“ за наличието в океана на свободно плаващи огромни ледени късове, но радистът на „Титаник“ Джек Филипс прекъсва връзката по радиообмена преди да получи от „Калифорния“ координатите на района с айсбергите.
23:35
Намиращият се в наблюдателния кош на мачтата на „Титаник“ Фредерик Флийт виждайки айсберг по курса на кораба удря корабната камбана три пъти и след като следвайки устава извиква „Айсберг право по курса!“ съобщава по телефона на първия помощник-капитан Мърдок, че само на ¼ миля (463 метра) право пред кораба се намира айсберг. Първият помощник-капитан Уилям Мърдок дава команда „Ляво на борд!“ и „Пълен назад!“ надявайки се да се избегне сблъсъка, разминавайки се с айсберга откъм десния борд на кораба.
23:40
„Титаник“ не успява своевременно да изпълни маневрата, от което последва плъзгащ се удар в айсберга на дълбочина от един до шест метра под ватерлинията на кораба. От удара корпусът на кораба е пробит по протежение на около 90 метра.
23:42
Капитан Смит излиза на мостика (непосредствено преди и по време на сблъсъка той е на вечеря) и дава команда да се спуснат петнадесетте водонепроницаеми прегради, след което да се докладва незабавно за резултата.
23:45
Капитан Смит отдава команда „Стоп машина!“. В първите минути след сблъсъка паника няма, нещо повече – голяма част от пътниците не са му обърнали внимание тъй като са чули само „силно изскърцване“. Вследствие на голямата пробойна обаче всяка секунда около 5 тона океанска вода нахлуват в корпуса на лайнера, понижавайки неговата плавателност.
23:50
„Титаник“ напълно спира движението си. Намиращите се в каютите на по-ниските палуби пътници от трета класа забелязват вода по пода на помещенията, като височината ѝ постепенно достига 4 фута продължавайки да се покачва. Пощенското отделение е напълно наводнено.
Капитан Смит, заедно с Томас Андрюс, технически директор на Белфастката корабостроителница „Харланд и Уолф“, в която е построен „Титаник“, решават да слязат на долната палуба, за да оценят лично щетите нанесени на лайнера.

### 15 април 1912 година
00:03
Смит и Андрюс се връщат на мостика, анализирайки ситуацията използвайки и наличната техническа документация на кораба. Андрюс веднага отбелязва, че „Титаник“ неизбежно ще потъне, тъй като са наводнени шест водонепроницаеми отсека, а по проект корабът не може да плава с повече от четири такива. Водонепроницаемите прегради не достигат до най-горната палуба на кораба, което ще доведе до това поетата в пробитите шест носови отделения вода постепенно да се прелее в посока кърмата на кораба.
00:10
На лодъчната палуба където се намират спасителните лодки се появяват първите уплашени пасажери от 1-ва класа, надявайки си спасителни жилетки. Пътниците от 2-ра и 3-та класа се появяват по-късно след тези от 1-ва.
00:14
Капитан Смит влиза при радиста Джек Филипс, за да му нареди да започне предаването на сигнал за бедствие.
00:15
От потъващия кораб е изпратен радиосигнал: „CQD MGY/Titanic/ 41.46 норд (север) 50.24 уест (запад)“
00:25
Първият морски съд приел радиограмата от „Титаник“ е британският лайнер „Карпатия“, който по това време се намира на 58 морски мили от мястото на корабокрушението. Капитанът му Артур Рострон първоначално се усъмнява в достоверността на приетото съобщение, но въпреки това издава команда: „Курс към „Титаник“! Пълен напред!“. 
По това време пътниците на потъващия кораб се събират на тълпа на корабната палуба. Много жени плачат, но като цяло паника и хаос все още няма.
00:40
Корабът започва постепенно да се накланя надясно, като 16 моряци отпочват спускането на спасителните лодки на вода от левия борд, който все още е над водата. Лодките са с вместимост от 28 до 65 места. Наклонът на кораба постепенно започва да придобива застрашителни размери точно час след сблъсъка.
00:45
От „Титаник“ е подаден първият сигнал SOS. От левия борд в океана е спусната втората спасителна лодка. Капитан Смит отдава команда, крещейки: „Жените и децата на левия борд!“, – предполагайки, че ще успее своевременно преди потъването на огромния кораб да евакуира всички пътници от борда. Мъжете отстъпват места на дамите, обаче много от жените всяват допълнително паника, отказвайки да се качат на спасителните лодки. Това продължава до пълното потъване на кораба.
00:50
Не обръщайки внимание на случващото се, някои баровци в салона за пушачи на I класа продължават да беседват спокойни по разни теми. Осем музиканти от оркестъра под диригентството на Уолес Хартли продължават да веселят на горната палуба дремещите непукисти, които не могат да си представят как „Титаник“ ще потъне, разчитайки на най-съвременната и модерна технология, която във всички случаи би ги предпазила от катастрофа.
01:00
На вода е спусната третата лодка с 41 пасажери и 24 свободни места. Изстреляна е сигнална ракета в небето над мястото на „Титаник“ в Атлантика. Веднага след третата е спусната и четвърта лодка, на която има вече 37 свободни места. Все още всичко случващо се изглежда на повечето пътници като учебна игра. Незабавно след четвъртата е спусната и петата лодка с 25 заети места. Постепенно с оглед на накланянето на кораба започва да настъпва суматоха сред пътниците, включително и сред част от екипажа, които явно разчитат на това, че даже „Титаник“ да потъне, то това ще отнеме достатъчно време, през което близките лайнери биха успели да се доберат до мястото на корабокрушението безпроблемно и съответно да поемат акцията по спасяването на пасажерите и екипажа от борда му спокойно и без притеснение, т.е. спасителната акция би преминала изцяло под контрол и без суматоха. От осмата спасителна лодка изпадат при спускането ѝ на вода две гребла. Капитан Смит отдава заповед на командирите на спасителните лодки да поддържат курс на две морски мили от „Титаник“.
01:20
Носовата част на „Титаник“ е наполовина запълнена от вода, а самият нос е вече под ватерлинията. Водата нахлува и залива изцяло палубата на 3 класа. В носовата част на лайнера има приблизително 30 000 тона океанска вода. Екипажът на кораба ускорява работата си по евакуирането на пътниците и скоро са спуснати на вода вече общо 11 от спасителните лодки, като някои обаче от тях са претоварени с по 70 души за разлика от първите. Постепенно паника обхваща всички, намиращи се на борда на потъващия лайнер.
01:30
По време на спускането на вода на 12-ата и особено 13-ата лодка настъпва страшна паника и матросите не успяват да въведат ред на борда. Организираното спасяване на пътниците на „Титаник“ от екипажа излиза от контрол.
01:35
Първият помощник-капитан Уилям Мърдок произвежда изстрел над главите на няколко мъже от спускащата се на вода 15-а спасителна лодка с цел да възстанови реда, но вече в нея остават незаети 26 места заради паниката.
01:40
На „Карпатия“ всичко е готово за прием на спасяващите се пасажери от „Титаник“. По това време от спасителната палуба с лодките на „Титаник“ е изстреляна последната сигнална ракета. Радистите Брайд и Филипс продължават да предават сигнал за бедствие. Част от светлините на потъващия кораб изгасват, което допълнително нагнетява напрежение и всява още паника у всички на борда.
01:45
От борда е спусната 17-ата спасителна лодка, като по това време около 500 пътници на „Титаник“ се намират на ниските палуби в смъртоносен капан, като някои поради часа на крушението все още са в неведение за случилото се и в невъзможност да намерят изход нагоре.
02:00
Вторият помощник-капитан Чарлз Лайтолер и първият помощник-капитан Уилям Мърдок произвеждат още изстрели с цел да въведат някакъв ред при спускането на вода на последната спасителна лодка от „Титаник“. В крайна сметка само 4 от 18-те общо спуснати на вода лодки са изцяло запълнени с пасажери, обаче са претоварени, т.е. спасителната операция протича неравномерно и излиза от контрол.
02:05
Носовата част на палубата със спасителните лодки е вече под вода. Капитан Смит издава последна заповед към радистите да спасяват живота си. Някои от членовете на екипажа стоически посрещат смъртта – например, главният конструктор на „Титаник“ Томас Ендрюс остава в салона за пушачи на 1-ва класа да наблюдава в последния му път гордостта на конструкторското си дело. Капитанският мостик е вече под вода.
02:10
Лайнерът внезапно силно се накланя, придвижвайки се напред и се отправя под водата. Отчупва се първият комин на кораба, а кърмата се изправя нагоре над водата. Корабният оркестър на Уолес Хартли засвирва трагикомично мелодията на хорала „Близо съм до Тебе, Господи“.
02:13
Корпусът на „Титаник“ застава под ъгъл 40 градуса към дъното на океана, като и вторият комин се отцепва, а задържащите се все още на тялото му пасажери започват да се хвърлят свободно в ледената вода на Атлантика.
02:15
Кърмата на „Титаник“ се издига при потъването на корпуса на 60 метра над водата, а всички пътници, които все още се крепят някак си по мостиците, политат във водата.
02:17
Отправен е последният сигнал SOS от „Титаник“. На „Титаник“ отказва електрооборудването и изгасват всичките му все още работещи светлини. Всички системи за управление на кораба са извън строя.
02:18
Корпусът на гигантския кораб се разцепва между трети и четвърти отсег, след което кърмата му окончателно се откъсва от корпуса и поема към океанското дъно.
02:20
2 часа и 40 минути след сблъсъка с айсберга, неотделилата се кърмова част от корпуса на „Титаник“ застава вертикално под ъгъл 70 градуса и бързо започва да потъва под вода. Последните успели все още да се крепят на палубата му пътници, не виждайки шанс за спасение, сами се хвърлят в ледената вода. Океанските води бързо поглъщат целия корпус на гигантския кораб.
02:29
Със скорост от около 13 мили в час носовата част на „Титаник“ се отправя към океанското дъно на дълбочина 3750 метра, врязвайки се в дънните седименти.
02:56
Кърмовата част на „Титаник“ се спуска към океанското дъно със скорост около 4 мили в час.
03:00
Непосредствено след потъването на „Титаник“ само една от спуснатите от него спасителни лодки се завръща на мястото на корабокрушението, за да търси оцелели от срещата с ледената вода. Лодка № 4 не се връща на мястото, но наблизо взима на борда си осем членове на екипажа, двама от които по-късно умират от хипотермия. Лодка № 14 спасява други четирима души, единият от които – Уилям Hоут по-късно умира от измръзване.
04:10
До мястото на катастрофата се добира „Карпатия“ и взема на борда си първо намиращите се в лодка № 2.